# Oecophora angulosella
Oecophora angulosella är en fjärilsart som beskrevs av Costa 1836. Oecophora angulosella ingår i släktet Oecophora och familjen plattmalar. Inga underarter finns listade i Catalogue of Life.